# Les Liaisons dangereuses

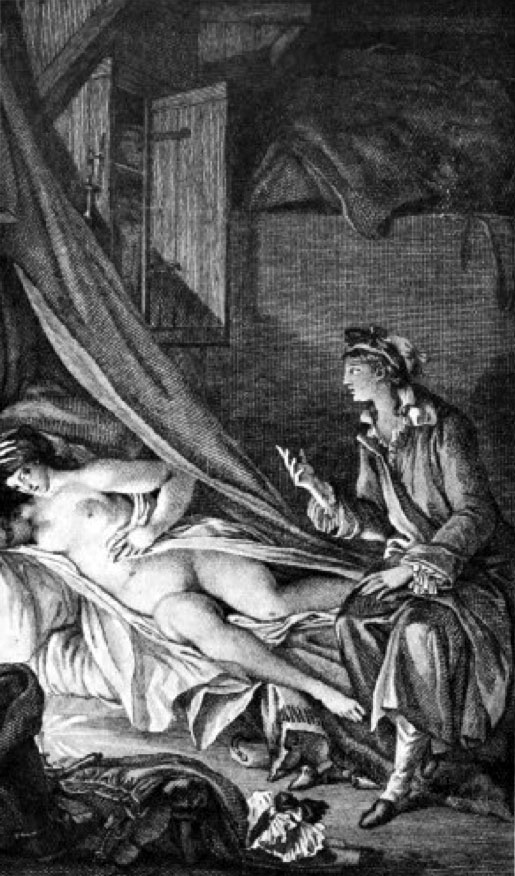
Een scène uit brief 44

Les Liaisons dangereuses is een Franse briefroman uit de 18e eeuw. Het boek werd geschreven door de Franse schrijver Pierre Choderlos de Laclos en voor het eerst gepubliceerd op 23 maart 1782. Het boek is vier keer vertaald in het Nederlands, voor het laatst door Martin de Haan onder de titel Riskante relaties (2017).

## Synopsis
Het verhaal gaat over vicomte de Valmont en marquise de Merteuil, twee libertijnen schijnbaar zonder enige compassie voor anderen. Zij gaan een weddenschap aan waarin Valmont wordt uitgedaagd de vrome, preutse présidente de Tourvel te veroveren. Lukt hem dit en draagt hij hier bewijs voor aan, dan zal Merteuil een nacht met hem doorbrengen, zo belooft ze hem.
Tegelijkertijd vraagt Merteuil hem ook de jonge Cécile Volanges te verleiden, om op die manier wraak te nemen op de beoogde echtgenoot van het meisje, de comte de Gercourt, met wie beide libertijnen een appeltje te schillen hebben. Cécile, die net de kloosterschool heeft verlaten, wordt verliefd op haar muziekleraar, chevalier Danceny. Valmont wil eerst niet de moeite nemen om haar te verleiden, wat veel te makkelijk voor hem zou zijn, maar nadat hij ontdekt dat haar moeder een brief aan Tourvel heeft geschreven om haar voor hem te waarschuwen, neemt hij wraak door Cécile alsnog te ontmaagden. Merteuil verleidt intussen Danceny.
Het lukt Valmont uiteindelijk om Tourvel te verleiden, maar in de tussentijd wordt hij ook echt verliefd op haar. Merteuil pusht Valmont om toch met haar te breken, maar zonder hem de beloofde liefdesnacht te geven. Uit wraak zorgt Valmont dat Cécile en Danceny weer bij elkaar komen. Hierop vertelt Merteuil aan Danceny wat er tussen Cécile en Valmont is gebeurd, waarna de twee mannen een duel aangaan. Valmont wordt dodelijk verwond, maar voor hij sterft geeft hij Danceny zijn briefwisseling met Merteuil, waardoor alles uitkomt en de reputatie van Merteuil definitief wordt beschadigd. Merteuil verliest in een proces ook haar fortuin en door de pokken haar schoonheid; haar straf is compleet. Ze slaat op de vlucht naar Nederland.
Als Tourvel hoort dat Valmont overleden is, wordt ook zij ziek en sterft ze. Cécile trekt zich terug in het klooster, Danceny gaat naar Malta om daar geestelijke te worden.

## Nederlandse vertalingen
- Gevaarlijk spel met de liefde, vert. Adriaan Morriën, 1954
- Gevaarlijke liefde, vert. Renée de Jong-Belinfante, 1966
- Gevaarlijke hartstochten, vert. Frans van Oldenburg Ermke, 1972
- Riskante relaties, vert. Martin de Haan, 2017[1] (bekroond met de Filter-vertaalprijs 2018)[2]

## Verfilmingen
Het verhaal is meermalen verfilmd, onder meer:
- Les Liaisons dangereuses (1959) met Jeanne Moreau en Gérard Philipe
- Les Liaisons dangereuses (1979), regie Charles Brabant
- Dangerous Liaisons (1988), regie Stephen Frears, met Glenn Close, John Malkovich, Michelle Pfeiffer en Keanu Reeves. Dit is de bekendste verfilming.
- Valmont (1989), regie Miloš Forman, met Annette Bening, Colin Firth en Meg Tilly.
- Cruel Intentions (1999), een bewerking in Amerikaanse college-setting met Sarah Michelle Gellar, Reese Witherspoon en Ryan Phillippe.
- Untold Scandal, ook uitgebracht onder de titel The Scandal - Joseon namnyeo sangyeoljisa (2003), waarin het verhaal verplaatst is naar het 18e-eeuwse aristocratische Korea.
- Les Liaisons dangereuses (2003), regie Josée Dayan, met Catherine Deneuve
- Dangerous Liaisons - Wi-heom-han gyan-gye (2012), regie Hur Jin-ho, met Cecilia Cheung, Dong-gun Jang en Ziyi Zhang, waarin het verhaal zich afspeelt in Shanghai.